# Chartreuse (färg)
Chartreuse är en webbfärg, mer exakt en X11-webbfärg, d.v.s. den har ett standardiserat utseende.
Färgen utgör en blandning av lika delar gul och grön och är en tertiärfärg i färgmodellerna RGB och CMYK.
| Gul |  | + | Grön |  | = | Chartreuse |  |

Färgen har fått sitt namn efter den franska likören Chartreuse.
Chartreuse finns inte omnämnd som färg i Svenska Akademiens ordlista och är därför sannolikt inte att betrakta som ett normalt färgnamn i det svenska språket.
I det engelska språket är den första dokumenterade användningen av chartreuse som ett färgnamn från 1884 (brittisk engelska) och 1892 (amerikansk engelska). Namnet användes dock då och fram till 1987 till en annan gröngul färg, betydligt mer gulaktig än vad som nu är fallet. 1987 kom X11-webbfärgstandarden och färgen fick då sitt nuvarande utseende. Den nyans som tidigare kallades chartreuse kallas numera "chartreuse yellow" eller "traditional chartreuse" på engelska. Webbfärgen chartreuse kan på engelska även kallas "chartreuse green".
| Tidigare chartreuse, numera "chartreuse yellow" eller "traditional chartreuse": |